# کیسه پلاستیکی

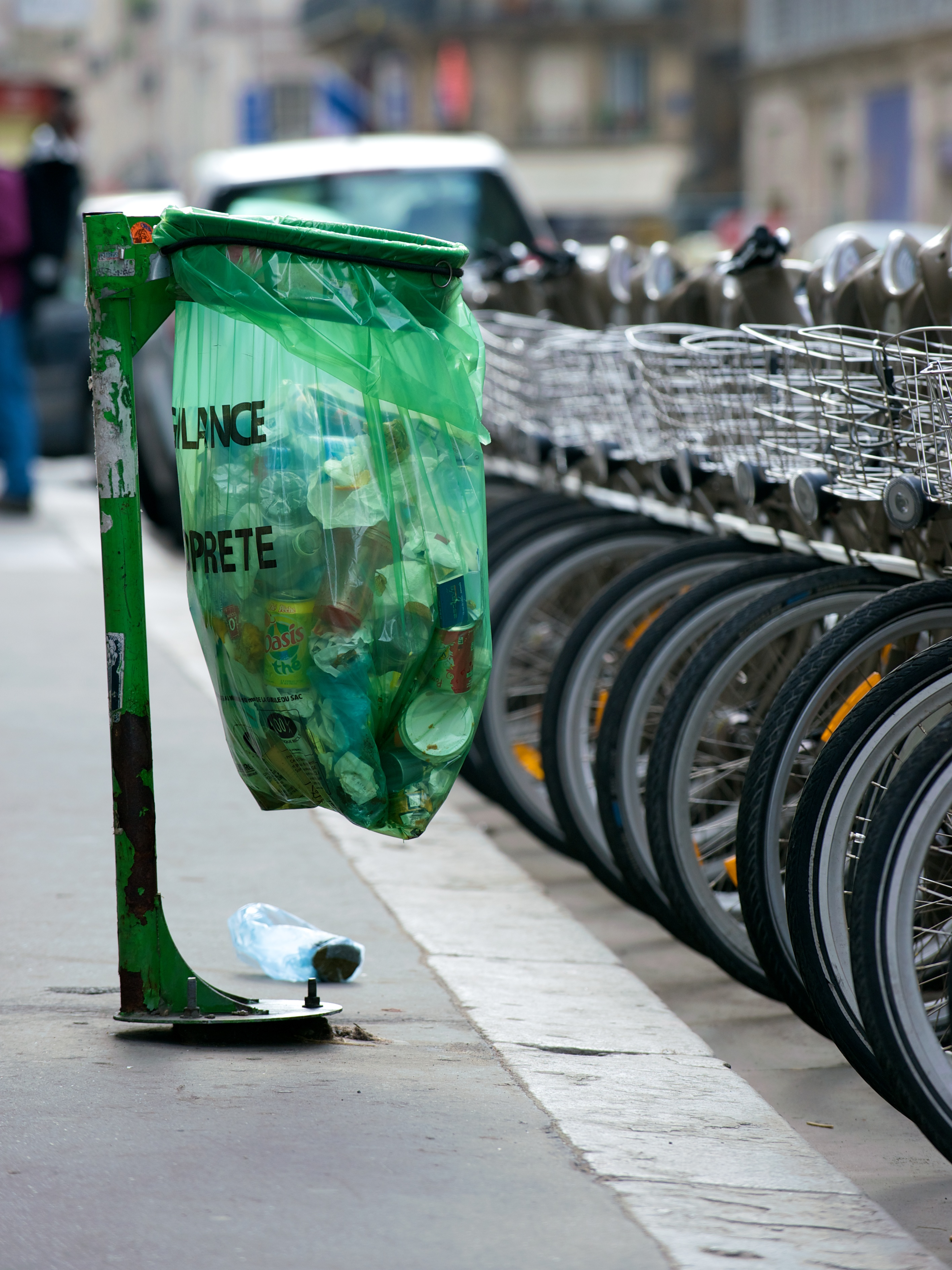
یک کیسه پلاستیکی برای جمع‌آوری زباله در خیابانی در پاریس

کیسه پلاستیکی نوعی باردان ساخته‌شده از فیلم پلاستیکی، پارچه بی‌بافت یا پارچه پلاستیکی نازک و انعطاف‌پذیر است. کیسه‌های پلاستیکی برای جای دادن و جابه‌جایی اجناسی مانند غذا، محصولات، پودر، یخ، مجله، مواد شیمیایی و زباله استفاده می‌شوند. به‌طور کلی، این شکل از بسته‌بندی رایج است. در سال ۲۰۱۴، سرانه مصرف کیسه پلاستیکی در ایالات متحده ۳۲۰ عدد بود.